# Xocotitla, Veracruz
Xocotitla är en ort i Mexiko.   Den ligger i kommunen Ixcatepec och delstaten Veracruz, i den sydöstra delen av landet, 180 km nordost om huvudstaden Mexico City. Xocotitla ligger 546 meter över havet och antalet invånare är 598.
Terrängen runt Xocotitla är kuperad, och sluttar norrut. Runt Xocotitla är det ganska tätbefolkat, med 80 invånare per kvadratkilometer. Närmaste större samhälle är Xochiatipan de Castillo, 2,7 km norr om Xocotitla. I omgivningarna runt Xocotitla växer huvudsakligen savannskog.